# 藤田けい
藤田 けい（ふじた けい）は、日本の脚本家。大阪府東大阪市出身。

## 略歴
2006年に脚本家の吉岡たかをの紹介で書いた『ゼロの使い魔』のドラマCDで脚本デビューする。
その後は企業に勤めながら副業としてオーディオドラマの脚本を手掛けていたが、2012年に広井王子が率いる脚本チームへ参加し専業ライターとなる。
2013年に独立しフリーになり、2014年のアニメ『健全ロボ ダイミダラー』の第3話「脅威!灼熱のジェイクあらわる!」でアニメの脚本デビューした。

## 作品リスト

### テレビアニメ
- 健全ロボ ダイミダラー（2014年）
- スクールガールストライカーズ Animation Channel（2017年）

### OVA
- サクラカプセル（2014年）

### ドラマCD
- ゼロの使い魔（2006年）
  - キャラクターCD1 ルイズ&才人編
  - キャラクターCD2 ギーシュ&モンモランシー編
  - キャラクターCD3 タバサ&キュルケ編
  - キャラクターCD4 シエスタ&アンリエッタ編
  - アニメディア読者プレゼント用ドラマCD
- 瀬戸の花嫁（2007年）
  - 瀬戸内番外地 恋の夕凪篇
  - 瀬戸内番外地　幸福の食卓篇
  - 瀬戸内番外地　マイルーム篇
- ハイスクールD×D NEW（2013年）
  - Extra Life.プレリュード・オブ・エクスカリバー
  - ゼノヴィア、初めてのお仕事
  - メモリー・オブ・おっぱい
  - グレモリー女子会
  - アザゼル先生歓迎会 前編
  - アザゼル先生歓迎会 後編
  - 謎の太巻き寿司です！　接触篇
  - 謎の太巻き寿司です！　発動篇
- Volare Vox
  - オーディオドラマ　こちらVolare Vox!

### ゲーム
- 声優＋plus（2012年）

### 作詞
- Field on!（2014年）
  - サクラカプセル大須琴音イメージソング